# Губанова, Галина Игоревна
Гали́на И́горевна Губа́нова (18 мая 1952, Ленинград, СССР) — русский театральный режиссёр, преподаватель, искусствовед и театровед.

## Биография
Отец — Игорь Губанов (1913—1986), эстрадный артист, мать Ирина. Сёстры — Ирина и Марианна.
Посещала 193 школу, с девятого класса — 199. Учась в старших классах занималась в театральной студии «Д-48» под руководством Ильи Резника.
Дважды замужем. Первый брак (1976) продлился два года, а с 1989 была замужем за литовцем Александрасом Чепулисом (1947—2011), в связи с чем связана с Литвой. Сын — Стасис Чепулис (1991), дизайнер.
Получила высшее образование по специальности режиссёр драмы. В 1975 году окончила ЛГИК им. Н.К. Крупской. В 2000 закончила Санкт-Петербургскую государственную академию театрального искусства (Царскосельский филиал «Интерстудио», мастерская М. Хусида).
Кандидат искусствоведения (специальность — театр). Научные консультанты: доктор искусствоведения И. П. Уварова-Даниэль и академик РАН Д. В. Сарабьянов. Тема диссертации — "Театр русских футуристов. «Победа над солнцем» (Гос. Институт Искусствознания, Москва, 2000 г.).
Активная участница «Лаборатории режиссёров и художников театров кукол» под руководством Ирины Павловны Уваровой-Даниэль (с 1989 года).
С 2011 состоит в Ассоциации искусствоведов.
С 2014 года работает доцентом РГУ им. А. Н. Косыгина. В 2015 году, после создания ФУМО, вошла в президиум УМС «Телевидение». С 2016 года исполняет обязанности заведующего кафедрой журналистики и телевизионных технологий (факультет ИСИ).
Живёт и работает в Москве и Литве, ранее — в Санкт-Петербурге.

## Творчество

### Режиссёрская работа

#### 1982—1988 проекты с Леонидом Мозговым
Галина активно сотрудничала с Заслуженным артистом России Леонидом Мозговым, поставив с ним ряд спектаклей:
- 1982 — «Пародист» — сценарий Мозгового по пародиям Александра Иванова. Постановка в таетре «Эксперимент». Между двумя худсоветами (театральным и Управления культуры) спектакля умер Леонид Брежнев. В связи с этим событием, литчасть запретила часть текста (например: «Волк прислонился к берёзе и дал дуба»).
- 1984 — «Монолог об Окуджаве» (автор сценария и режиссёр Г. Губанова) моноспектакль по произведениям Булата Окуджавы сыгран почти 3000 раз. Готовился при сотрудничестве с Окуджавой.[8]
- 1986 — «Записки на манжетах» моноспектакль по повести Михаила Булгакова

#### 1988—1998 театр «Чёрный квадрат»
Создала и возглавляла театр «Чёрный квадрат» (при Всесоюзном центре традиционной культуры Дмитрия Покровского, (Советский фонд культуры)). Спектакли:
- 1988 — «Победа над солнцем» — реконструкция спектакля Казимира Малевича, Алексея Крученых, Михаила Матюшина и Велимира Хлебникова. Спектакль был создан на базе «Ленконцерта», но был запрещён на худсовете. Это привело к уходу Галины Губановой из организации, и восстановлению спектакля в Ленинградском Дворце молодёжи, где и состоялась премьера (однако, первый перформанс был показан в Русском музее на конференции, посвящённой 110-летию Казимира Малевича). Спектакль вызвал интерес, и впоследствии игрался в многих театрах, в том числе: Театр на Таганке, Московский ТЮЗ, Московский драматический театр имени К. С. Станиславского. С этим спектаклем была создана театральная труппа «Чёрный Квадрат», и, по предложению Дмитрия Покровского, перешла под юрисдикцию его центра.[9][10][11]
- С 1988 по 1997 — Перформансы в Русском Музее, Третьяковской галерее, и пр.
- 1989 — «Елизавета Бам» (в главной роли Галина Муравченко). Автор пьесы — Даниил Хармс.[12]
- 1991 — «Гиньоль», автор пьесы — М. Ямпольский.

#### 1998—2003 театр «Папиж-Club»
В 1998 году основала (руководила по 2003 год) театральную труппу «Папиж-Club» (полное название «Театр Галины Губановой „Париж-club“»). Труппа (Геннадий Ткаченко и другие) выступала на престижных площадках Санкт-Петербурга, гастролировала (Минифест 2000, и т. д.). Спектакли, перформансы и эстрадные программы составлялись из различных стилей — кабаре, комедия дель арте, пантомима, эксцентрика. С 2002 года исполняются в Германии в известных шоу: «Traumtheater Salome», «Hans-Peter Wodarz PALAZZO», «Witzigmann Palazzo».
- 1998 «Арлекин или Путешествие Трикстера»[14]
- 1999 Программа «Фьюжн»[15]
- 2000 «Искушение» — пьеса Д. Хармса.
- Перформансы «Малевич — Арлекин XX века», «Архаика авангарда», и др.[16][17]

#### С 2003
Занимается многопрофильными проектами, в том числе: постановки в театральных антрепризах, выставочные проекты, драматургия, участие в научных конференциях. В настоящее время преподаёт актёрское мастерство и ставит концертные программы в ВТМЭИ имени Л. С. Маслюкова.
- 2003 Спектакль в театре кукол «Котофей», Москва[20]
- 2004 Шоу Близнецов[21]

### Публикации
- 1998 «Групповой портрет на фоне Апокалипсиса». Литературное обозрение. № 4; С. 69-77.
- 1989 «Театр по Малевичу». Декоративное искусство СССР. № 11;
- 1997 Миф и символ в «Победе над Солнцем». Терентьевский сборник. М., С.135-148.
- 1998 «К вопросу музыки в „Победе над Солнцем“». Альманах «Малевич. Классический авангард. Витебск» С. 157—164.
- 1999 «Победа над солнцем». Журнал Кукарт № 7, Москва
- 2000 Кандидатская диссертация «Театр русских футуристов. „Победа над солнцем“». Гос. Институт Искусствознания, Москва, 2000 г.
- 2003 «Дети Солнца и дети Дохлой луны». Символизм в авангарде Серия: Искусство авангарда 1910 −1920-х годов Антология Издательство: Наука,
- 2004 «Несущие солнце» Мифологические мотивы в творчестве Чюрлениса и русских футуристов". Сборник Музея Чюрлениса, Каунас.
- 2009 «В Дании идет красный дождь». Naujoji Romuva, Вильнюс
- 2009 «С любовью шутить нельзя». Naujoji Romuva, Вильнюс
- 2009 «Убийцы, дервиши, экскаваторы» о фестивале современного танца. Журнал Naujoji Romuva, Вильнюс
- 2010 «Высокие материи» статья о выставке художницы Е. Шнайдер (ручная набойка). Музей Декоративно-прикладного Искусства СПбГХПА (Музей Штиглица). Буклет.